# Берегини
Берегини (още брегини, брягини) – двойка славянски женски духове, обитаващи бреговете на реки и езера.
В древността славяните вярвали само в две свръхестествени сили, които управляват света – злият дух Упир и благотворните берегини (*bergyne). Първият създавал всяко зло и беда по света, а вторите отговаряли за доброто, за късмета, за щастието.
Славяните си представяли берегините като неразделна двойка – девойка и старица. Те бдели над родилките по време на раждане и закриляли новороденото от зли духове, които биха се опитали да го откраднат.
С времето славянската религия се развила и се появили антропоморфните божества. От този период нататък представите за берегините коренно се променили. Те придобили черти на зли духове, които вредят на хората и отвличат деца, а положителните им функции били прехвърлени на по-късните рожаници. Най-често изобразявали берегините като същества с торс на жена и с крака, опашка и криле на граблива птица.